# Jaime Camil
Jaime Camil, właśc. Jaime Federico Said Camil de Saldaña da Gama (ur. 22 lipca 1973 w Meksyku) – meksykański aktor, piosenkarz i dziennikarz radiowy.
Polscy widzowie znają go m.in. z roli chirurga plastycznego Santiago Lópeza Carmony w telenoweli Idiotki nie idą do nieba (Las tontas no van al cielo, 2008).

## Życiorys
Syn meksykańskiego przedsiębiorcy pochodzenia egipskiego i brazylijskiej piosenkarki, rozpoczął swoją pracę jako boy hotelowy, sprzedawca lodów oraz radiowy komentator Radioactivo 98.5. Był gospodarzem programów telewizyjnych: El show de Jaime Camil (1995), TV Azteca Qué nochecita con Jaime Camil (1996) i Televisa Operación Triunfo (2002). Debiutował na ekranie w filmie Delfiny (Delfines, 1997). W 1999 roku zrealizował pierwszy album „Para Estar Contigo”, który cieszył się powodzeniem w Meksyku, Ameryce Południowej i Stanach Zjednoczonych.
Pojawił się w telenoweli Potęga miłości (Mi destino eres tú, 2000) jako Mauricio Rodríguez Calderón. Uczestniczył podczas nagrywanego utworu Tributo a las Víctimas del 9/11 na rzecz ofiar Zamachu na World Trade Center i Pentagon, nagrał płytę „Una Vez Más” (2001). W telenoweli Serce z kamienia (Mujer de Madera, 2004–2005) zagrał postać Césara Linaresa Ruíza. W 2005 roku wystąpił w sztuce Królowie Mambo (Los reyes del mambo). Za rolę Eugenio Zapaty w biograficznym dramacie wojennym fantasy Zapata (Zapata – El sueño del héroe, 2004) zdobył nominację do nagrody MTV Movie. Kreacja Tony’ego Zamacony w czarnej komedii 7 dni (7 días, 2005) przyniosła mu nagrodę meksykańskich krytyków filmowych oraz nominację do nagrody Ariela. Za postać Fernando Mendioli w telenoweli meksykańskiej Televisa Śliczna brzydota (La Fea más bella, 2006/2007) z Jacqueline Bracamontes był nominowany do nagrody Premios TvyNovelas. W 2013 roku pojawił się gościnnie w serialu Pokojówki z Beverly Hills jako Oscar Valdez, były mąż jednej z głównych bohaterek
Ma córkę Elenę.

## Wybrana filmografia
- 2004-2005: Serce z kamienia jako César Linares
- 2008: Idiotki nie idą do nieba jako Dr. Santiago „Santi” López Carmona
- 2012: Ja, ona i Eva jako Juan Carlos Caballero Mistral / Eva María León Jaramillo Vda. de Zuloaga / Juan Perón
- 2013: Pokojówki z Beverly Hills jako Oscar Valdez
- 2013-2014: Qué pobres tan ricos jako Miguel Ángel Ruiz-Palacios Romagnoli

2017 Jane, The Virgin jako Rogelio de la Vega, aktor, ojciec Jane